# Кулешов Євген Митрофанович
Євге́н Митрофа́нович Кулешо́в (Кулєшов) (21 лютого 1922, Воронеж — 9 лютого 2016, Харків) — український науковець-радіофізик, фахівець з квазіоптики. Кандидат технічних наук (1957). Розробник порожнистого діелектричного проміневоду, технології квазіоптичної радіовимірювальної техніки, дослідник міліметрового та субміліметрового діапазонів радіохвиль.
Співфундатор Інституту радіофізики та електроніки АН УРСР (пізніше — Інститут радіофізики та електроніки імені О. Я. Усикова НАН України), науковим співробітником якого працював із першого дня існування інституту, понад 60 років (1955—2016). Автор понад 200 наукових робіт, близько 50 авторських свідоцтв на винаходи. Учень академіків Абрама Слуцкіна та Олександра Усикова.
Лауреат Ленінської премії (1960) та Державної премії УРСР в галузі науки і техніки (1972), заслужений винахідник України (2003). Перший європеєць, нагороджений премією «Піонер мікрохвильової фізики» Товариства мікрохвильової теорії та техніки Інституту інженерів з електротехніки та електроніки (США, 2000).

## Життєпис
Народився 21 лютого 1922 року в Воронежі, РРФСР.
У 1946 році закінчив радіотехнічний факультет Київського політехнічного інституту (декан — професор Володимир Огієвський). Протягом року працював інженером на Харківському радіозаводі «Протон».
З 1948 року — інженер Українського фізико-технічного інституту (УФТІ). У 1951 році закінчив аспірантуру Харківського політехнічного інституту, де викладав у 1953—1955 роках. Один із останніх учнів академіка Абрама Слуцкіна. У 1953 році, у 31-річному віці, очолив лабораторію УФТІ.
У 1955 році став співзасновником Інституту радіофізики та електроніки АН УРСР (пізніше — Інститут радіофізики та електроніки імені О. Я. Усикова НАН України; ІРЕ). З першого дня існування установи очолив лабораторію (пізніше — відділ) приймальних приладів і вимірювальної апаратури (з 1998 року — відділ квазіоптики). У 1957 році захистив дисертацію та здобув науковий ступінь кандидата технічних наук.
У 1988 році передав посаду завідувача відділу своєму учню, Володимиру Кисельову. Працював провідним науковим співробітником відділу до останнього дня життя. Помер на 94-му році життя 9 лютого 2016 року.

## Наукова діяльність
Автор понад 200 наукових робіт, близько 50 авторських свідоцтв на винаходи. Засновник наукової школи з квазіоптичного радіоелектронного приладобудування. Серед учнів Євгена Кулешова — доктори та кандидати наук Володимир Кисельов, Тетяна Зіненко, Сергій Мізрахі тощо.
У 1949 році виконав першу наукову роботу на тему радіофізичного приладобудування в міліметровому діапазоні радіохвиль. Відтоді комплексні дослідження міліметрових і субміліметрових діапазонів радіохвиль стали головним науковим напрямом Євгена Кулешова. Наприкінці 1950-х—початку 1960-х років створив п'ять комплексів сумісних приладів, що перекривали весь міліметровий діапазон радіохвиль. Тоді ж, за ініціативою академіка Ігоря Курчатова, під керівництвом Євгена Кулешова були розпочаті роботи зі створення радіоінтерферометрів міліметрового діапазону для діагностики термоядерної плазми на перших токамаках.
У 1960—1970-х роках, завдяки циклу досліджень, виконаних Євгеном Кулешовим, були розроблені методи та принципи створення комплексу широкодіапазонних квазіоптичних вимірювальних приладів загального призначення в діапазоні хвиль 0,5…2,0 мм. У 1964—1972 роках Є. М. Кулешов працював над створенням порожнистого діелектричного проміневоду. За роботи, проведені протягом цих десятиліть, у 1972 році спільно з колегами був нагороджений Державною премією УРСР в галузі науки і техніки.
У 1970—1980-ті роки під керівництвом Євгена Кулешова були проведені фізичні дослідження із застосування методів квазіоптики у низці наукових галузей, зокрема спектроскопії. У 2000—2010-ті роки розробив технічні засоби підвищення коефіцієнту корисної дії HCN-лазера терагерцевого діапазону, спільно з колегами з Інституту фізики плазми АН Чехії та Франкфуртського університету створив низку стендів для квазіоптичних досліджень, квазіоптичні методи неруйнівного контролю поверхні вуглепластиків.
З 1996 року — член Товариства мікрохвильової теорії та техніки Інституту інженерів з електротехніки та електроніки (Піскатевей, США), з 2010 року — його старший довічний член. Перший європеєць, нагороджений премією Товариства «Піонер мікрохвильової фізики» (2000).

## Науковий доробок (частковий)
- Кулешов Е. М., Копилович Е. А., Яновский М. С. Измерительная аппаратура 6-миллиметрового диапазона радиоволн // Труды Ин-та радиофизики и электроники АН УССР. — 1955. — т.III. — С. 155—196.
- Кулешов Е. М., Яновский М. С., Литвинов Д. Д. и др. Широкодиапазонная измерительная аппаратура миллиметровых радиоволн (4-8 мм) // Труды Ин-та радиофизики и электроники АН УССР. — 1958. — т. V. — С. 98—147.
- Кулешов Е. М., Яновский М. С., Малых Н. И., Щербов В. А. Интерферометр 8-мм диапазона радиоволн для исследования плазмы // Труды Ин-та радиофизики и электроники АН УССР. — 1959. — т.VI. — С. 105—120.
- Горошко А. И., Кулешов Е. М., Щербов В. А. СВЧ часть интерферометра для диагностики плазмы в субмм диапазоне волн // Труды Ин-та радиофизики и электроники АН УССР. — 1970. — т. ХVIII. — С. 218—230.
- Кулешов Е. М., Литвинов Д. Д. К вопросу о делении луча в квазиоптических СВЧ-трактах // Радиотехника, вып. 18. — н.-т. сборник. — Харьков: Вища школа, 1971. — С. 98—104.
- Кулешов Е. М., Яновский М. С., Литвинов Д. Д. и др. Квазиоптические измерительные устройства миллиметровых и субмиллиметровых волн // Всесоюзн. симпоз. по распространению миллиметровых и субмиллиметровых волн в атмосфере Земли и планет (М.-Горький, 28—30 янв. 1974 г.): Тез. докл. — М. — Горький, 1974. — С. 124—127.
- Яновский М. С. Князьков Б. Н., Кулешов Е. М. Поляризационные аттенюаторы для квазиоптического тракта // Изв. вузов. Радиоэлектроника. — 1974. — 17, № 9. — С. 49—51.
- Литвинов Д. Д., Кулешов Е. М., Киселев В. К. Автоматический измеритель модуля коэффициента отражения // Изв. вузов. Радиоэлектроника. — 1975. — 18, № 9. — С. 87—91.
- Кулешов Е. М., Кононенко В. К., Полупанов В. Н. Ферриты и полупроводники в невзаимных квазиоптических устройствах // Электронная техника. Сер. 1. Электроника СВЧ, — 1976. — № 7. — С. 90—93.
- Топологический метод анализа поляризационных цепей. — Харьков: [б. и.], 1977. — 55 с. : ил.
- Киселев В. К., Литвинов Д. Д., Кулешов Е. М. Квазиоптический измеритель модуля коэффициента отражения // Радиотехника, вып. 51. — н.-т. сборник. — Харьков: Вища школа, 1979. — С. 75—80.
- Князьков Б. Н., Кулешов Е. М., Яновский М. С. Квазиоптические фазовые сдвигатели частоты субмиллиметрового диапазона волн // Радиотехника. — 1980. — 35, № 10. — С. 76—78.
- Багдасаров А. А., В. В. Бузанкин, Кулешов Е. М. и др. Девятиканальный интерферометр субмм диапазона для измерения концентрации электронов на установке Токамак — 10 // Диагностика плазмы / Под ред. М. И. Пергамента.- М.: — Энергоиздат, 1981. — Вып. 4 (1). — С. 141—146.
- Конев В. А., Кулешов Е. М., Пунько Н. Н. Радиоволновая эллипсометрия / Под ред. И. С. Ковалева. — Минск: Наука и техника, 1985. — 104 с.
- Кононенко В. К., Кулешов Е. М. Невзаимный ослабитель отражательного типа на основе структуры диэлектрик-полупроводник // Радиотехника и электроника. — 1985. — 30, № 7. — С. 1267—1277.
- Каменев Ю. Е., Кулешов Е. М. Компактные волноводные HCN-лазеры непрерывного излучения // Физика и техника мм и субмм волн: Сб. науч. тр.- Киев: Наук.думка, 1986. — С. 157—162.
- Каменев Ю. Е.,Кулешов Е. М. Двухчастотная генерация с ортогональными поляризациями в HCN-лазере // Квантовая электроника. — 1988. — 15, № 1. — С. 236—238.
- Применение субмиллиметровых лазеров в интерферометрах для диагностики высокотемпературной плазмы = Using submillimeter lasers in Interferometers for the diagnostics of high-temperature plasma / В. А. Щербов, Е. М. Кулешов, П. К. Нестеров. — Харьков: ИРЭ, 1988. — 11 с. : ил.
- Девятиканальный лазерный интерферометр для измерения концентрации электронов в плазме на установке «Токамак-15» = Nine-channel laser interferometer for measuring of electron concentration in plasma on «Tokamak-15» installation / Е. М. Кулешов, В. А. Щербов, Ю. Е. Каменев и др. — Харьков: ИРЭ, 1988. — 18 с. : ил.
- Безбородов В. И., Князьков Б. Н., Кулешов Е. М., Яновский М. С. Квазиоптический тракт супергетеродинного приемника с раздельным приемом полос // Изв. вузов, Радиоэлектроника. — 1989. — 32, № 3. — С. 29—33.
- Горбунов Е. П., Кулешов Е. М., Нестеров П. К. и др. Девятиканальный лазерный интерферометр субмм диапазона для установки Т-15 // Диагностика плазмы / Под ред. М. И. Пергамента — М.: Энергоиздат, 1989. — Вып. 6. — С. 135—137.
- Квазиоптическая техника миллиметрового и субмиллиметрового диапазонов волн: Сб. науч. тр. / АН УССР, Ин-т радиофизики и электрон., Науч. совет АН УССР, по пробл. «Физика и техника миллиметровым и субмиллиметровых волн»; [Редкол.: Е. М. Кулешов (отв. ред.) и др.]. — Харьков: ИРЭ, 1989. — 164 с. : ил.
- Киселев В. К., Кулешов Е. М., Лаптий В. К. Исследование газового HCN-лазера терагерцового диапазона частот с полым катодом аномальной вторичной эмиссии // Радиофизика и электроника. — Харьков: Ин-т радиофизики и электрон. НАН Украины. — 2005. — 10, № 3.
- Безбородов В. И., Киселев В. К., Кулешов Е. М., Яновский М. С. Сдвоенный квазиоптический поляризационный фазовращатель терагерцевого диапазона с фазовыми секциями из кристаллического кварца // Радиотехника: Всеукр. межвед. науч.-техн. сб. 2006. Вып. 147. — С. 61—64.
- Квазиоптические радиоизмерительные устройства ближнего миллиметрового и субмиллиметрового диапазонов волн на основе металлодиэлектрического волновода квадратного сечения / В. И. Безбородов, В. К. Киселев, Е. М. Кулешов, М. С. Яновский // Радиофизика и электроника. — 2007. — т. 12, No 3. — С. 589—594.
- Кулешов Е. М., Щербатко И. В., Яновский М. С. Характеристики двойного лучепреломления формы субволновых диэлектрических решеток в терагерцевом диапазоне частот // Радиофизика и электроника, 2010, т. 1(15), № 3. — С. 18—25.
- Квазиоптические широкополосные устройства пространственного объединения и разделения частотных полос электромагнитных волн / В. И. Безбородов, В. К. Киселев, Е. М. Кулешов и др. // Радиофизика и электроника. — 2011. — т.2(16) № 4. — С. 82-86.
- Безбородов В. И., Киселев В. К., Кулешов Е. М., Нестеров П. К., Мизрахи С. В., Яновский М. С. Оценка влияния дефектов на качество композитов с использованием квазиоптической поляризационно-частотной рефлектометрии в субтерагерцевой области // Радиофизика и электроника. Т.3(17), № 3. 2012. — С. 91-97.
- Безбородов В. И., Киселев В. К., Косяк О. С., Кулешов Е. М., Нестеров П. К., Яновский М. С. Квазиоптический суб-терагерцевый рефлектометр внутреннего отражения для неразрушающего контроля углепластиков // Радиофизика и электроника. — Харьков: Ин-т радиофизики и электроники НАН Украины. — 2013.- Т.4 (18), №.2– С. 96-101.
- Ячин В. В., Киселев В. К., Кулешов Е. М., Нестеров П. К., Зиненко Т. Л. Рефлектометрия поверхности углепластика (CFRP) в суб-терагерцевом диапазоне частот: теория и эксперимент // Радиофизика и электроника. — Харьков: Ин-т радиофизики и электроники НАН Украины. — 2013.-, т. 18, № 3, с. 94-100.
- Дифференциальные фазовые секции на основе двулучепреломления формы в терагерцевом диапазоне частот / В. И. Безбородов, О. С. Косяк, Е. М. Кулешов, В. В. Ячин // Радиофизика и электроника. — 2014. — т.5 (19) № 3. — С. 92-97.
- Беляева А. И., Галуза А. А., Киселев В. К., Коленов В. И., Савченко А. А. Кулешов Е. М., Серебрянский С. Ю. Квазиоптическое масштабное моделирование влияния локализованных дефектов поверхности металлов на данные оптической эллипсометрии // Радиофизика и электроника. — 2014. — Т. 5(19), № 1. — С. 66-73.
- Согласование структур с двулучепреломлением формы со свободным про-странством в терагерцевом диапазоне частот / В. И. Безбородов, О. С. Косяк, Е. М. Кулешов, В. В. Ячин // Радиофизика и электроника. — Харьков: Ин-т радиофизики и электроники НАН Украины. — 2015. — Т. 6(20), №.2 — С. 83 — 89.
- Bezborodov, V. I.; Kosiak, O. S.; Kuleshov, Y. M.; Yachin, V. V.: Differential phase sections based on form birefringence in the tera-hertz frequency range. Telecommun. Radio Eng., 74 (8) (2015), 735—744.
- Резонансные свойства диэлектрического метаслоя / В. В. Хардиков, С. Л. Просвирнин, В. И. Безбородов, О. С. Косяк, Е. М. Кулешов, С. В. Мизрахи, М. И. Нахимович, П. К. Нестеров, И. А. Нестеров // Радиофизика и радио-астрономия: научн. журнал — Харьков, — 2016. — Т. 21, № 1, — С. 65 — 76.
- Galuza, A. A.; Kiseliov, V. K.; Kolenov, I. V.; Belyaeva, A. I.; Kuleshov, Y. M.: Developments in THz-range ellipsometry: quasi-optical ellipsometer. IEEE Trans. Terahertz Sci. Technol., 6 (2) (2016), 183—190.
- Nesterov, P. K.; Yachin, V. V.; Zinenko, T. L.; Kuleshov, Y. M.: Characterization of CFRP thermal degradation by the polarization-frequency reflectometry method in sub-terahertz frequency range. IEEE Trans. Terahertz Sci. Technol., 6 (1) (2016), 91–98.

### Авторські свідоцтва на винаходи (у співавторстві)
- 1997 — «Спосіб гіпервисокочастотної терапії та пристрій для його здійснення»
- 2003 — «Газорозрядний субміліметровий лазер»
- 2003 — «Газорозрядний субміліметровий лазер з зовнішніми електродами»
- 2007 — «Автоелектронний емітер тліючого розряду»
- 2016 — «Квазіоптичний багатокутовий терагерцевий еліпсометр»

## Нагороди
- 1960 — Ленінська премія — «за створення серії генераторних приладів і радіовимірювальної апаратури»
- 1972 — Державна премія УРСР в галузі науки і техніки — «за створення і впровадження комплексу квазіоптичних радіовимірювальних пристроїв міліметрових та субміліметрових хвиль»
- 1976 — орден «Знак пошани» — «за досягнуті успіхи у розвитку радянської науки і техніки та впровадженні результатів досліджень у народне господарство»
- 1997 — кращий винахідник Національної академії наук України
- 2000 — «Піонер мікрохвильової фізики» Товариства мікрохвильової теорії та техніки Інституту інженерів з електротехніки та електроніки — «за піонерські роботи та видатні заслуги у справі освоєння субміліметрових хвиль та розробки квазіоптичних радіовимірювальних методів та засобів»
- 2003 — заслужений винахідник України — «за плідну багаторічну винахідницьку діяльність, вагомий особистий внесок у розвиток української науки»
- 2015 — почесна грамота Президії Національної академії наук України — «за багатолітню плідну працю, вагомий особистий внесок у розвиток наукових досліджень у галузі електроніки і радіофізики та з нагоди 60-річчя від дня заснування Інституту радіофізики та електроніки імені О. Я. Усикова НАН України»